# ATP Tour World Championships 1991 - Doppio
Il doppio del torneo di tennis ATP Tour World Championships 1991, facente parte dell'ATP Tour, ha avuto come vincitori John Fitzgerald e Anders Järryd che hanno battuto in finale 6–4, 6–4, 2–6, 6–4 Ken Flach e Robert Seguso.

## Tabellone

### Legenda
| - Q = Qualificato - WC = Wild card - LL = Lucky loser | - ALT = Alternate - SE = Special Exempt - PR = Protected Ranking | - w/o = Walkover - r = Ritirato - d = Squalificato |

### Finali
|  | Semifinali                     | Semifinali                     | Semifinali                     | Semifinali                     | Semifinali                     | Semifinali | Semifinali |  |  | Finale                        | Finale                        | Finale                        | Finale | Finale | Finale | Finale |  |
|  |                                |                                |                                |                                |                                |            |            |  |  |                               |                               |                               |        |        |        |        |  |
|  | John Fitzgerald Anders Järryd  | John Fitzgerald Anders Järryd  | John Fitzgerald Anders Järryd  | John Fitzgerald Anders Järryd  | John Fitzgerald Anders Järryd  | 7          | 6          |  |  |                               |                               |                               |        |        |        |        |  |
|  | Todd Woodbridge Mark Woodforde | Todd Woodbridge Mark Woodforde | Todd Woodbridge Mark Woodforde | Todd Woodbridge Mark Woodforde | Todd Woodbridge Mark Woodforde | 5          | 2          |  |  | John Fitzgerald Anders Järryd | John Fitzgerald Anders Järryd | John Fitzgerald Anders Järryd | 6      | 6      | 2      | 6      |  |
|  | Grant Connell Glenn Michibata  | Grant Connell Glenn Michibata  | Grant Connell Glenn Michibata  | Grant Connell Glenn Michibata  | Grant Connell Glenn Michibata  | 6          | 6          |  |  | Ken Flach Robert Seguso       | Ken Flach Robert Seguso       | Ken Flach Robert Seguso       | 4      | 4      | 6      | 4      |  |
|  | Ken Flach Robert Seguso        | Ken Flach Robert Seguso        | Ken Flach Robert Seguso        | Ken Flach Robert Seguso        | Ken Flach Robert Seguso        | 7          | 7          |  |  |                               |                               |                               |        |        |        |        |  |

### Gruppo A
|  |                                | Fitzgerald Järryd | Nijssen Suk   | Connell Michibata | Galbraith Witsken | RR V?P | Set V?P | Game V?P | Classifica |
|  | John Fitzgerald Anders Järryd  |                   | 6–3, 6–4      | 7–6, 6–4          | 6–1, 2–6, 7–6     | 3–0    | 6–1     | 40–30    | 1          |
|  | Tom Nijssen Cyril Suk          | 3–6, 4–6          |               | 6–4, 6–7, 6–7     | 6–7, 2–6          | 0–3    | 1–6     | 33–43    | 4          |
|  | Grant Connell Glenn Michibata  | 6–7, 4–6          | 4–6, 7–6, 7–6 |                   | 6–3, 3–6, 7–5     | 2–1    | 4–4     | 44–45    | 2          |
|  | Patrick Galbraith Todd Witsken | 1–6, 6–2, 6–7     | 7–6, 6–2      | 3–6, 6–3, 5–7     |                   | 1–2    | 4–4     | 40–39    | 3          |

La classifica viene stilata in base ai seguenti criteri: 1) Numero di vittorie; 2) Numero di partite giocate; 3) Scontri diretti (in caso di due giocatori pari merito ); 4) Percentuale di set vinti o di games vinti (in caso di tre giocatori pari merito ); 5) Decisione della commissione.

### Gruppo B
|  |                                | Flach Seguso | Woodbridge Woodforde | Jensen Warder | Davis Pate    | RR V?P | Set V?P | Game V?P | Classifica |
|  | Ken Flach Robert Seguso        |              | 7–6, 7–6             | 7–6, 6–3      | 6–4, 6–4      | 3–0    | 6–0     | 39–29    | 1          |
|  | Todd Woodbridge Mark Woodforde | 6–7, 6–7     |                      | 7–6, 3–6, 6–4 | 6–7, 6–4, 6–4 | 2–1    | 4–4     | 46–45    | 2          |
|  | Luke Jensen Laurie Warder      | 6–7, 3–6     | 6–7, 6–3, 4–6        |               | 6–4, 6–3      | 1–2    | 3–3     | 37–36    | 3          |
|  | Scott Davis David Pate         | 4–6, 4–6     | 7–6, 4–6, 4–6        | 4–6, 3–6      |               | 0–3    | 1–6     | 45–41    | 4          |

La classifica viene stilata in base ai seguenti criteri: 1) Numero di vittorie; 2) Numero di partite giocate; 3) Scontri diretti (in caso di due giocatori pari merito ); 4) Percentuale di set vinti o di games vinti (in caso di tre giocatori pari merito ); 5) Decisione della commissione.